# Led Zeppelin United Kingdom Tour 1972–1973
Led Zeppelin United Kingdom Tour 1972–1973 – ostatnia brytyjska trasa koncertowa Led Zeppelin, która odbyła się na przełomie 1972 i 1973 r.

## Program koncertów
1. "Rock and Roll"
2. "Over the Hills and Far Away"
3. "Black Dog"
4. "Misty Mountain Hop"
5. "Since I’ve Been Loving You"
6. "Dancing Days"
7. "Bron-Yr-Aur Stomp"
8. "The Song Remains the Same"
9. "The Rain Song"
10. "Dazed and Confused"
11. "Stairway To Heaven"
12. "Whole Lotta Love"

Bisy:
1. "Heartbreaker"
2. "Immigrant Song"
3. "Thank You"
4. "The Ocean"
5. "Communication Breakdown"

## Lista koncertów

### Koncerty w 1972
- 27 i 28 listopada – Montreux, Szwajcaria – Montreux Casino
- 30 listopada i 1 grudnia – Newcastle upon Tyne, Anglia – Newcastle City Hall
- 3 i 4 grudnia – Glasgow, Szkocja – Green's Playhouse
- 7 i 8 grudnia – Manchester, Anglia - Hard Rock
- 11 i 12 grudnia – Cardiff, Walia – Capitol Theatre
- 16 i 17 grudnia – Birmingham, Anglia – Birmingham Odeon
- 20 grudnia – Brighton, Anglia – Brighton Dome
- 22 i 23 grudnia – Londyn, Anglia – Alexandra Palace

### Koncerty w 1973
- 2 stycznia – Sheffield, Anglia – Sheffield City Hall
- 7 stycznia – Oksford, Anglia – New Theatre Oxford
- 14 stycznia – Liverpool, Anglia – Liverpool Empire Theatre
- 15 stycznia – Stoke-on-Trent, Anglia – Trentham Gardens
- 16 stycznia – Aberystwyth, Walia – King’s Hall
- 18 stycznia - Bradford, Anglia - St. George's Hall
- 21 i 22 stycznia – Southampton, Anglia – Gaumont Theatre
- 25 stycznia – Aberdeen, Szkocja – Music Hall Aberdeen
- 27 stycznia – Dundee, Anglia – Caird Hall
- 28 stycznia – Edynburg, Szkocja – King’s Theatre
- 30 stycznia - Preston, Anglia - Guild Hall